# ディーワーン
ディーワーン（アラビア語：ديوان, Diwan/Dewan）は、イスラム国家の行政機関で「庁」あるいは「局」を指す言葉である。トルコ語ではディーヴァーン。

## 正統カリフ時代
640年、第2代カリフ・ウマルは戦士（ムカーティラ）への俸禄（アター）を払うため、給付のための登録簿、つまり帳面（ディーワーン）を作成した。ウマル1世の時代、ディーワーンはメディナ、クーファ、バスラに存在した。

## ウマイヤ朝
ウマイヤ朝の時代、国家の業務が複雑化すると、「庁」あるいは「局」と意味を持つようになった。ムアーウィヤ1世は「ディーワーン体制」の確立を進め、勅令管理・文書・軍事・徴税・司法・駅逓に関する庁が整備されていた。

## オスマン帝国
オスマン帝国の時代では、ディーワーンは国璽尚書・宰相・財務長官・カザスケルといった宮廷官僚が、軍事・行政・財政などの問題を扱う御前会議を意味し、地方のカーディー・総督とは違い、中央政府として機能していた。

## ムガル帝国

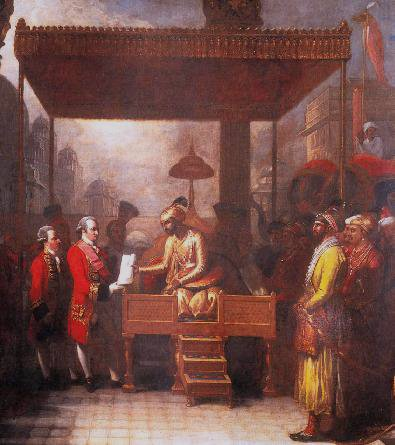
シャー・アーラム2世からディーワーニーを受け取るロバート・クライヴ

ムガル帝国及びムガル朝継承国家では財務大臣（あるいは長官）を意味した。ムガル帝国ではディーワーンは財務大臣（財務長官）、あるいは州の太守のもとに属する州財務長官を意味した。地方のディーワーンは徴税・支出の権利のみならず、民事・刑事の司法権と行使した。
1765年8月、イギリス東インド会社はブクサールの戦いの講和条約アラーハーバード条約により、ベンガル・ビハール・オリッサの3州のディーワーニーを獲得した。ディーワーニーはムガル帝国の州財務長官（ディーワーン）の権利であり、これを得たことでイギリスは形式的にはムガル帝国の家臣としてこの3州の州財務長官となった。
だが、イギリスはこれを拡大解釈し、この3州では行政権まで行使するようになり、事実上この地域を領有するに至った。